# Gautama Buddha a világvallásokban
Gautama Buddhát, a buddhizmus alapítóját a hinduizmusban, az Ahmadijja muszlim közösségben és a bahái hitben is Isten egyik megjelenési formájaként tisztelik. Néhány hindu szöveg Buddhát Visnu isten avatárjaként tartja számon, aki azért jött a Földre, hogy eltérítse a lényeket a védikus vallástól. Az Ahmadijja muszlim közösség prófétaként tekint Buddhára a Bahái hitben pedig Isten megtestesülését jelenti.

## Hinduizmus

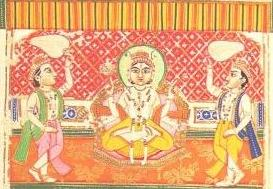
Egyes hindu hívők Buddhát Visnu 9. avatárjának tekintik.

Gautama Buddhát Visnu avatájaként említi a hindu Puránák szövegei. A Bhagavata Purana 3. fejezet első énekében Buddha a 25 avatár közül az utolsó előtti, ami előrejelez egy következő, legutolsó újjászületést. Néhány hindu hagyomány a tíz legutolsó avatár (Dasavatara - Isten tíz inkarnációja) közé sorolja Buddhát.
Gautama Sziddhártha tanításai tagadják a védák teremtőtől való eredetét, ezért a buddhizmust általánosan  násztika iskolának tekintik (tévhitű - szó szerint "nem úgy van") az ortodox hinduk.
Mégis, annak ellenére, hogy Buddha nem fogadta el a teremtő fogalmát, nem jelenti azt, hogy a védák ellen lett volna. Walpola Rahula buddhista tudós írta, hogy a Buddha szerette volna igazi fényében megvilágítani a Védákat. Buddha állítólag jól ismerte a Védákat.
A 18 ortodox purána közül több is kevésbé pozitív szövegkörnyezetben említi Buddhát. Születését Visnu isten azon szándékához kötik, hogy a démonokat Buddha tanításai révén fossza meg a védikus tanításoktól, ugyanis a démonokat csak így lehetett elpusztítani. Ezt a hitet gyakran társítják a Tripura aszuráival vagy más írásokkal. A Nemzetközi Társaság a Krisna-tudatért írásai azonban kitartanak amellett, hogy Krisna szándékosan öltötte fel egy ateista tanító alakját, hogy az ateistákat ilyen trükkel térítse meg az istenhitre.

## Taoizmus, Konfucianizmus és Sinto
Néhány korai kínai taoista-buddhista a Buddhát Lao-ce reinkarnációjának tekintette.
Mivel Japánban Vairócsana (az egyik nem történelmi buddhas a mahájána buddhizmusban) egyik szimbóluma a nap, ezért sokan gondolták, hogy Buddha ugyanaz mint Amateraszu, a napistennő, Vairócsana egy korábbi reinkarnációja (bodhiszattva).

## Ahmadijja Muzulmán közösség
Az Ahmadijja muszlim közösség 4. kalifája Mirza Tahir Ahmad könyvében kétségbe vonta, hogy Buddha Isten prófétája lett volna, aki egyistenhitet hirdetett. Ennek ellenére a közösség Isten prófétájának tartja Sákjamuni Buddhát.
Mirza Tahir Ahmad szerint akár a korán egyik alakja, Dhul-Kifl is lehet a Buddha.
Valójában a Korán egyik verse leírja, hogy Isten sok prófétát küldött az emberiség számára, de csak néhányat nevez meg. Egyesek szerint Buddha Isten egyik prófétája volt, akit azért küldött, hogy egyistenhitet tanítson.

## Kereszténység
"Barlám és Jozafát" görög legendáját néha hibásan tulajdonítják a 7. századi Damaszkuszi Szent Jánosnak. Valójában pedig egy grúz szerzetes írta (Euthymius) a 11. században, amit ő is korábbi arab és grúz verziókból vett át, amelyek még korábban Buddha élettörténetéből születtek a 2-4 század környékén. A királyból lett szerzetes Jozafát (grúz Iodaszaf, arab Júdhaszaf vagy Búdhaszaf) neve a szanszkrit Bódhiszattva szóból jön, amit a buddhista szövegekben Buddha megjelölésére használtak a megvilágosodása előtti időszakban.  Barlám és Jozafát bekerült a szentek görög ortodox naptárjába augusztus 26-ára. Nyugaton Róma november 27-ét tűzte ki a szentek ünnepének.

## Judaizmus
Ugyanezt a történetet Abraham Ibn Chisdai lefordította a 13. században "Ben-Hamelekh Vehanazir" ("A herceg és a Nazirite") címmel.

## Bahái hitvilág
A bahái hitben Buddha Isten egyik megnyilvánulása, amely egyben az egyik legfőbb próféta neve is. Baháalláh a hit alapítója, a bahái hívők szerint az ötödik buddha.